# Liste der Baudenkmäler in Drensteinfurt
Die Liste der Baudenkmäler in Drensteinfurt enthält die denkmalgeschützten Bauwerke auf dem Gebiet der Stadt Drensteinfurt im Kreis Warendorf in Nordrhein-Westfalen (Stand: Juni 2024). Diese Baudenkmäler sind in der Denkmalliste der Stadt Drensteinfurt eingetragen; Grundlage für die Aufnahme ist das Denkmalschutzgesetz Nordrhein-Westfalen (DSchG NRW).

## Baudenkmäler
Die Liste umfasst falls vorhanden eine Fotografie des Denkmals, als Bezeichnung falls vorhanden den Namen, sonst kursiv den Gebäudetyp, in einigen Fällen die Ortschaft in der das Baudenkmal liegt und die Adresse sowie die Eintragungsnummer der unteren Denkmalbehörde der Stadt Drensteinfurt. Der Name entspricht dabei der Bezeichnung durch die untere Denkmalbehörde der Stadt Drensteinfurt. Abkürzungen wurden zum besseren Verständnis aufgelöst, die Typografie an die in der Wikipedia übliche angepasst und Tippfehler korrigiert.
| Bild | Bezeichnung | Lage                                                        | Beschreibung                                                             | Bauzeit                                                            | Eingetragen seit      | Denkmal- nummer |
| --- | --- | ----------------------------------------------------------- | ------------------------------------------------------------------------ | ------------------------------------------------------------------ | --------------------- | --------------- |
| BW | großes Kreuz | Schützenstraße / Hammer Straße Karte                        |                                                                          |                                                                    | 28.06.1982            |                 |
| weitere Bilder                                                                                             | Alte Post Drensteinfurt | Drensteinfurt Mühlenstraße 15 Karte                         | Gebäude „Alte Post“ alter Brunnen                                        |                                                                    | 28.06.1982 20.01.2005 |                 |
| Kriegerehrenmal                                                                                            | Kriegerehrenmal | Drensteinfurt Landsbergplatz Karte                          |                                                                          |                                                                    | 28.06.1992            |                 |
| Denkmal | Denkmal | Walstedde Kirchplatz Karte                                  | Kriegerehrenmal                                                          | 1889                                                               | 28.06.1982            |                 |
| weitere Bilder                                                                                             | Pfarrkirche St. Regina | Drensteinfurt Kirchplatz 1 Karte                            |                                                                          |                                                                    | 28.06.1982            |                 |
| | historische Vermessungsmarke an der katholischen Pfarrkirche                                                                                        | Drensteinfurt                                               |                                                                          |                                                                    | 27.10.1989            |                 |
| weitere Bilder                                                                                             | Pfarrkirche St. Pankratius | Rinkerode Kirchplatz Karte                                  |                                                                          |                                                                    | 28.06.1982            |                 |
| [[Vorlage:Bilderwunsch/code!/C:51.845976,7.685284!/D:Pfarrhaus St. Pankratius Backhaus, Kirchplatz!/\|BW]] | Pfarrhaus St. Pankratius Backhaus | Rinkerode Kirchplatz Karte                                  |                                                                          |                                                                    | 28.06.1982            |                 |
| BW | Pfarrzentrum, ehem. Pröbstinghof | Rinkerode Kirchplatz Karte                                  |                                                                          |                                                                    | 28.06.1982            |                 |
| weitere Bilder                                                                                             | Kapelle St. Georg in Ameke | Ameke Karte                                                 |                                                                          |                                                                    | 28.06.1982            |                 |
| weitere Bilder                                                                                             | Pfarrkirche St. Lambertus | Karte                                                       |                                                                          |                                                                    | 28.06.1982            |                 |
| weitere Bilder                                                                                             | Loretokapelle | Drensteinfurt Sendenhorster Straße/Albersloher Straße Karte |                                                                          | 1726                                                               | 28.06.1982            |                 |
| jüdischer Friedhof                                                                                         | jüdischer Friedhof | Drensteinfurt Kleiststraße Karte                            |                                                                          |                                                                    | 28.06.1982            |                 |
| weitere Bilder                                                                                             | Wohnhaus | Drensteinfurt Kirchplatz 8 Karte                            |                                                                          | etwa 1800                                                          | 28.06.1982            |                 |
| Wohnhaus                                                                                                   | Wohnhaus | Drensteinfurt Kirchplatz 10 Karte                           |                                                                          | etwa 1800                                                          | 28.06.1982            |                 |
| BW | Bildstock | Büren 10 Karte                                              |                                                                          | 1801                                                               | 28.06.1982            |                 |
| BW | Wohnhaus und Wirtschaftsteil | Rinkerode Alte Dorfstraße 1 Karte                           |                                                                          |                                                                    | 28.06.1982            |                 |
| BW | Doppelbildstock | Rinkerode Hemmer 66 Karte                                   | früher Hemmer 31                                                         | 18. Jahrhundert                                                    | 28.06.1982            |                 |
| weitere Bilder                                                                                             | Schloss Haus Borg | Rinkerode Altendorf 33 Karte                                |                                                                          |                                                                    | 28.06.1982            |                 |
| BW | historische Gartenanlage Haus Borg | Rinkerode Altendorf Karte                                   |                                                                          |                                                                    | 25.06.1985            |                 |
| weitere Bilder                                                                                             | Haus Bisping | Rinkerode Altendorf 25 Karte                                |                                                                          |                                                                    | 28.06.1982            |                 |
| BW | Haus Westerhaus | Rinkerode Hemmer 41 Karte                                   |                                                                          |                                                                    | 28.06.1982            |                 |
| BW | Wohn- und Wirtschaftsgebäude | Rinkerode Hemmer 51 Karte                                   |                                                                          |                                                                    | 28.06.1982            |                 |
| BW | alte Mühle | Rinkerode Eickenbeck 47 Karte                               |                                                                          |                                                                    | 28.06.1982            |                 |
| Fachwerkhaus                                                                                               | Fachwerkhaus | Drensteinfurt Markt 8 Karte                                 |                                                                          |                                                                    | 28.06.1982            |                 |
| weitere Bilder                                                                                             | Münsterländer Hof | Drensteinfurt Mühlenstraße 7 Karte                          | Gaststätte und Wohnung                                                   |                                                                    | 28.06.1982            |                 |
| BW | Wohnhaus | Drensteinfurt Sendenhorster Straße 9 Karte                  |                                                                          |                                                                    | 28.06.1982            |                 |
| weitere Bilder                                                                                             | alte Kaplanei | Drensteinfurt Kirchplatz 12 Karte                           |                                                                          |                                                                    | 05.08.1982            |                 |
| weitere Bilder                                                                                             | alte Küsterei | Drensteinfurt Mühlenstraße 10 Karte                         |                                                                          |                                                                    | 28.06.1982            |                 |
| Wohnhaus                                                                                                   | Wohnhaus | Drensteinfurt Münsterstraße 5 Karte                         |                                                                          |                                                                    | 28.06.1982            |                 |
| BW | Fachwerkhaus | Rinkerode Weitkamp 1 Karte                                  |                                                                          |                                                                    | 28.06.1982            |                 |
| weitere Bilder                                                                                             | Schloss Haus Steinfurt Brücke mit Wehr gewölbte Brücke Mühlengebäude Nepomukstatue Statue des Heiligen Donatus Statue des Heiligen Johannes Obelisk | Drensteinfurt Mühlenstraße 18 Karte                         |                                                                          |                                                                    | 28.06.1982            |                 |
| | Backspeicher |                                                             |                                                                          |                                                                    | 27.12.1983            |                 |
| BW | Hof Deventer | Altendorf 56 Karte                                          |                                                                          | 1836                                                               | 27.12.1983            |                 |
| BW | Fachwerkhaus und Gaststätte und Wohnung St. Pankratius                                                                                              | Rinkerode Kirchplatz 2 Karte                                |                                                                          |                                                                    | 06.02.1984            |                 |
| | Bildstock |                                                             |                                                                          |                                                                    | 06.02.1984            |                 |
| | Wegekreuz |                                                             |                                                                          |                                                                    | 02.02.1984            |                 |
| BW | Bildstock Merscher Fußpättken | Karte                                                       |                                                                          |                                                                    | 20.06.1984            |                 |
| BW | sogenannter Kapellenhof | Natorp 25 Karte                                             | Wohnhaus                                                                 | um 1830                                                            | 09.11.1984            |                 |
| Synagoge                                                                                                   | Synagoge | Drensteinfurt Synagogengasse Karte                          |                                                                          |                                                                    | 18.01.1985            |                 |
| Fachwerkhaus                                                                                               | Fachwerkhaus | Drensteinfurt Südwall 1 / Hammer Straße 3 Karte             |                                                                          | um 1830                                                            | 01.03.1985            |                 |
| Wegekapelle                                                                                                | Wegekapelle | Rieth 6 Karte                                               |                                                                          |                                                                    | 07.03.1985            |                 |
| BW | Fachwerkhaus | Eickendorf 7 Karte                                          |                                                                          |                                                                    | 23.05.1985            |                 |
| weitere Bilder                                                                                             | Haus Venne (mit barocker Schlosskapelle) |                                                             | Gesamtanlage mit Haupt- und Nebengebäude und historischer Gartenanlage   |                                                                    | 25.06.1985            |                 |
| BW | Wohnhaus | Drensteinfurt Westwall 43 Karte                             |                                                                          | Anfang des 19. Jahrhunderts                                        | 25.02.1986            |                 |
| Wohnhaus                                                                                                   | Wohnhaus | Drensteinfurt Honekamp 12 Karte                             |                                                                          | 1898 (bezeichnet)                                                  | 25.02.1986            |                 |
| Kreuz | Kreuz | Walstedde Kirchplatz Karte                                  |                                                                          | etwa 1890                                                          | 25.02.1986            |                 |
| | Hochkreuz |                                                             | auf dem Friedhof Walstedde                                               | 1875                                                               | 25.02.1986            |                 |
| | Heiligenfigur | Drensteinfurt Rosenweg                                      | Madonna                                                                  | Anfang des 20. Jahrhunderts                                        | 25.02.1986            |                 |
| | Kruzifix |                                                             |                                                                          | zweite Hälfte des 19. Jahrhunderts                                 | 25.02.1986            |                 |
| BW | Bildstock | Rinkerode Hemmer 39 Karte                                   |                                                                          | etwa 1910                                                          | 25.02.1986            |                 |
| Bildstock                                                                                                  | Bildstock | Eickendorf 7 Eickendorf 13 Karte                            |                                                                          | 1887 (bezeichnet)                                                  | 25.02.1986            |                 |
| | Bildstock |                                                             |                                                                          | 1905 (bezeichnet)                                                  | 25.02.1986            |                 |
| BW | Fachwerkhaus | Wagenfeldstraße 45 Karte                                    |                                                                          | Ende des 18. Jahrhunderts/Anfang des 19. Jahrhunderts (bezeichnet) | 15.05.1986            |                 |
| weitere Bilder                                                                                             | historische Schlossgartenanlage | Drensteinfurt                                               |                                                                          |                                                                    | 17.11.1987            |                 |
| BW | Hofanlage | Am Prillbach 14 Karte                                       |                                                                          |                                                                    | 17.11.1987            |                 |
| weitere Bilder                                                                                             | Wohnhaus | Drensteinfurt Mühlenstraße 8 Karte                          |                                                                          |                                                                    | 17.11.1987            |                 |
| | Wegekreuz |                                                             |                                                                          | etwa 1890                                                          | 04.12.1987            |                 |
| BW | Doppelbildstock | Rinkerode bei Hemmer 43 Karte                               |                                                                          | Mitte des 18. Jahrhunderts                                         | 04.12.1987            |                 |
| | Wegekapelle | Natorp 3 Natorp 20                                          |                                                                          | etwa 1880                                                          | 04.12.1987            |                 |
| Mühle | Mühle | Walstedde Dorfbauerschaft 23 Karte                          |                                                                          |                                                                    | 03.02.1989            |                 |
| BW | Doppelbildstock | Rinkerode Eickenbecker Straße/Altendorf Karte               |                                                                          |                                                                    | 22.05.1989            |                 |
| | Hofkreuz |                                                             |                                                                          |                                                                    | 31.01.1990            |                 |
| Wohnhaus (Villa Schmidt)                                                                                   | Wohnhaus (Villa Schmidt) | Drensteinfurt Landsbergplatz 5 Karte                        |                                                                          |                                                                    | 09.08.1990            |                 |
| BW | Krämers Kreuz | Davertstraße Karte                                          | Wegekreuz                                                                |                                                                    | 05.03.1992            |                 |
| BW | Hof Kleikamp | Ameke 63 Karte                                              |                                                                          |                                                                    | 01.07.1993            |                 |
| BW | Hofanlage Ashege | Rinkerode Altendorf 11 Karte                                | Fachwerkbauernhaus Backsteinspeicher Bauerngarten                        |                                                                    | 26.05.1994            |                 |
| BW | Wohn- und Geschäftshaus | Walstedde St. Lambertus-Kirchplatz 14 Karte                 |                                                                          |                                                                    | 31.01.1995            |                 |
| BW | Hof Ostermann | Nordholter Weg 3 Karte                                      |                                                                          |                                                                    | 31.01.1995            |                 |
| | Wegekreuz | Rinkerode Göttendorfer Weg / Fasanenweg Eickenbeck 35       |                                                                          |                                                                    | 22.04.1997            |                 |
| BW | ehemaliger Amtshof | Amtshofweg 14 Karte                                         |                                                                          |                                                                    | 11.11.1997            |                 |
| | Haupthaus Hof Altenau |                                                             |                                                                          |                                                                    | 02.09.1998            |                 |
| Wohnhaus                                                                                                   | Wohnhaus | Eickendorf 6 Karte                                          |                                                                          |                                                                    | 29.11.2001            |                 |
| weitere Bilder                                                                                             | Wohnhaus | Drensteinfurt Westwall 3 Karte                              |                                                                          |                                                                    | 29.11.2001            |                 |
| weitere Bilder                                                                                             | Wohnhaus | Drensteinfurt Westwall 5 Karte                              |                                                                          |                                                                    | 29.11.2001            |                 |
| weitere Bilder                                                                                             | Wohnhaus | Drensteinfurt Westwall 7 Karte                              |                                                                          |                                                                    | 29.11.2001            |                 |
| BW | Hof Hardenberg | Eickendorf 22 Karte                                         |                                                                          |                                                                    | 13.06.2002            |                 |
| weitere Bilder                                                                                             | Wohn- und Wirtschaftsgebäude | Drensteinfurt Mühlenstraße 6 Karte                          |                                                                          |                                                                    | 14.11.2002            |                 |
| BW | Wohnhaus | Drensteinfurt Landsbergplatz 8 Karte                        |                                                                          | um 1920                                                            | 03.07.2003            |                 |
| weitere Bilder                                                                                             | Fachwerkhaus | Drensteinfurt Honekamp 10 Karte                             |                                                                          |                                                                    | 03.07.2003            |                 |
| | Backspeicher Hof Schemmelmann | Rinkerode                                                   |                                                                          |                                                                    | 13.11.2003            |                 |
| BW | Bauernhaus | Natorp 21 Karte                                             |                                                                          | 1668                                                               | 13.11.2003            |                 |
| BW | Wohnhaus | Rinkerode Albersloher Straße 20 Karte                       |                                                                          | 1924                                                               | 02.12.2004            |                 |
| BW | Bauernhaus | Rinkerode Hemmer 5 Karte                                    |                                                                          | um 1700                                                            | 02.12.2004            |                 |
| | Fachwerkspeicher auf Hof Weckendorf | Rinkerode Eickenbeck 25                                     |                                                                          | um 1800                                                            | 20.01.2005            |                 |
| Halde des Strontianitbergbaus der ehemaligen Grube Bertha                                                  | Halde des Strontianitbergbaus der ehemaligen Grube Bertha                                                                                           |                                                             |                                                                          |                                                                    | 04.06.1998            |                 |
| Feldscheune bei Hof Lömke                                                                                  | Feldscheune bei Hof Lömke | Drensteinfurt Averdung 1 Karte                              |                                                                          |                                                                    | 27.10.2005            |                 |
| weitere Bilder                                                                                             | Wohnhaus und Stallgebäude | Drensteinfurt Südwall 16 Karte                              |                                                                          |                                                                    | 26.01.2006            |                 |
| BW | Kötterhaus mit Hausbrunnen | Hemmer 52 Karte                                             |                                                                          |                                                                    | 16.09.2010            |                 |
| BW | Wohn- und Wirtschaftsgebäude | Mersch 64 Karte                                             |                                                                          |                                                                    | 22.11.2010            |                 |
| | Hofkreuz bei Hof Stotter | Hemmer 25                                                   |                                                                          |                                                                    | 13.06.2013            |                 |
| BW | Wohnhaus | Martinstraße 2 Karte                                        |                                                                          |                                                                    | 19.09.2013            |                 |
| BW | Haus Ossenbeck mit Hofanlage | Ossenbeck 14 Karte                                          |                                                                          |                                                                    | 05.12.2013            |                 |
| BW | Kötterhaus | Altendorf 57 Karte                                          |                                                                          | 1830                                                               | 05.12.2013            |                 |
| weitere Bilder                                                                                             | Gasthof „Hotel zur Post“ | Drensteinfurt Mühlenstraße 9 Karte                          |                                                                          |                                                                    | 11.06.2015            |                 |
| BW | Behelfsheim | Natorp 4 Karte                                              |                                                                          | 1944                                                               | 21.07.2016            |                 |
| BW | Wohnhaus | Dorfstraße 22 Karte                                         |                                                                          | 1840                                                               | 10.10.2017            |                 |
| BW | Wohnhaus | Martinstraße 9 Karte                                        |                                                                          | Anfang 19. Jhd.                                                    | 12.06.2018            |                 |
| BW | Scheune | Münsterstraße 24 Karte                                      |                                                                          | 1634                                                               | 12.06.2018            |                 |
| BW | Altes Pfarrhaus | Markt 3 Karte                                               |                                                                          | 1912                                                               | 10.01.2019            |                 |
| | Hochkreuz Friedhof | Rinkerode Eickenbecker Straße                               |                                                                          |                                                                    | 07.07.2022            |                 |
| Hofkreuz Hof Grewe                                                                                         | Hofkreuz Hof Grewe | Bauerschaft Büren 2 Karte                                   | Hofkreuz in Form eines großen Steinkreuzes an der Einfahrt zum Hof Grewe | 1922                                                               | 27.06.2022            |                 |

### Ehemalige Baudenkmäler
| Bild | Bezeichnung            | Lage                   | Beschreibung                      | Bauzeit | Eingetragen seit | Denkmal- nummer |
| ---- | ---------------------- | ---------------------- | --------------------------------- | ------- | ---------------- | --------------- |
| BW   | Hof Stratmann          | Kerkpatt 25 Karte      |                                   |         | 09.09.1997       |                 |
|      | ehemaliges Schäferhaus | Rinkerode Altendorf 36 | 2001 ohne Genehmigung abgebrochen |         | 28.06.1982       |                 |